# جيفري ر. ماكدونالد
جيفري روبرت ماكدونالد (بالإنجليزية: Jeffrey R. MacDonald)‏ هو جندي أمريكي، ولد في 12 أكتوبر 1943 في جامايكا ‏ في الولايات المتحدة. ، أدين في عام 1979 بقتل زوجته الحامل وابنتيه في فبراير 1970.